# پیتر لیندمارک
پیتر لیندمارک (انگلیسی: Peter Lindmark؛ زادهٔ ۸ نوامبر ۱۹۵۶) بازیکن هاکی روی یخ اهل سوئد است.